# Le Petit Robert

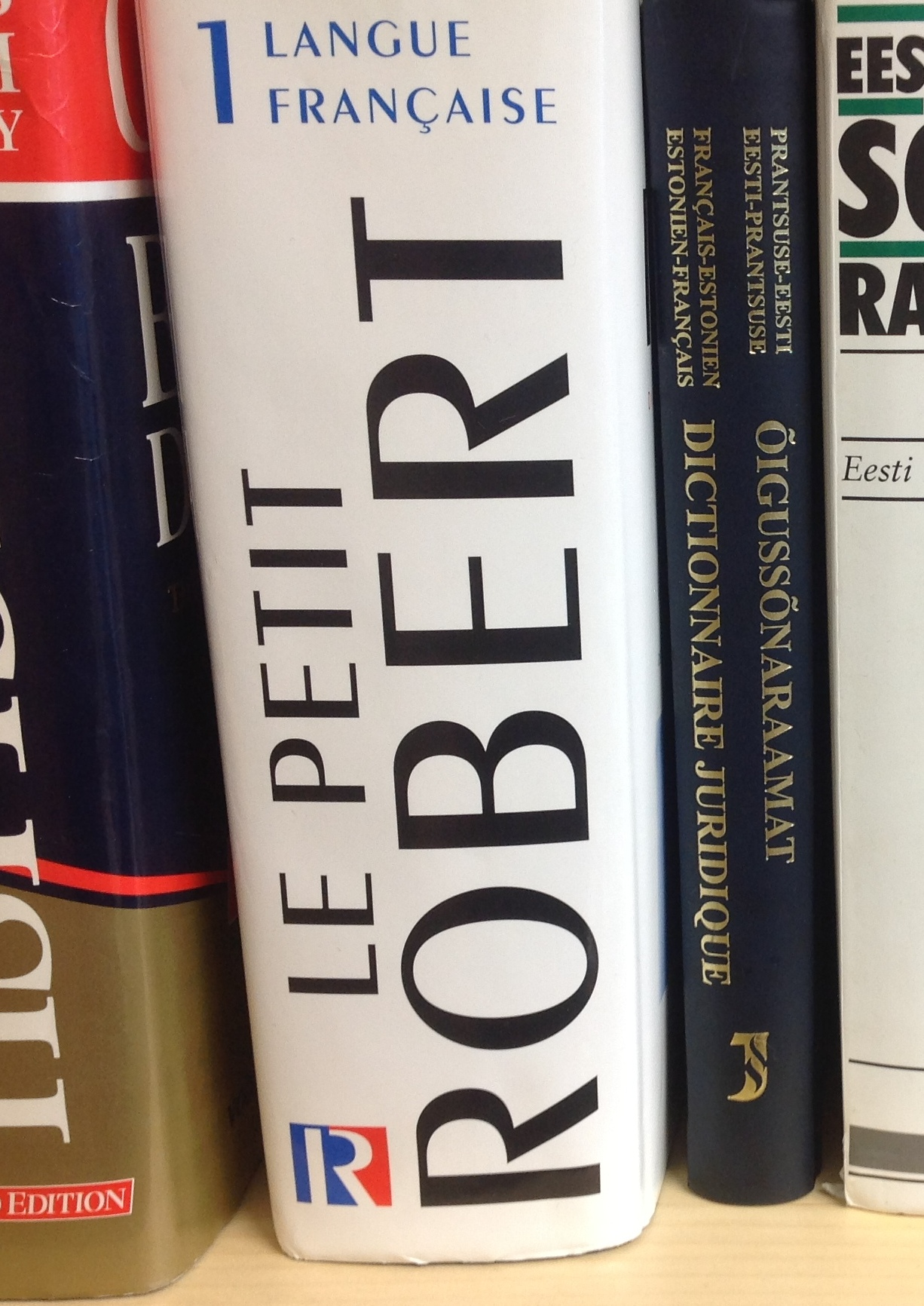
Le Petit Robert.

Le Petit Robert ist ein im Buchverlag Dictionnaires Le Robert erschienenes einsprachiges Wörterbuch der französischen Sprache. Seine erste Ausgabe kam im Jahr 1967 heraus. Der Name bezieht sich meist auf die einbändige abgekürzte Version des Dictionnaire alphabétique et analogique de la langue française (sogenannter Grand Robert), der 8 Bände umfasst. Es gibt auch einen weniger verbreiteten Petit Robert 2, Dictionnaire de culture générale, der Eigennamen (etwa von Personen oder geografischen Objekten) dokumentiert.
Das Wörterbuch ist nach dem Philologen Paul Robert (1910–1980) benannt und bereits in mehreren Versionen und Auflagen erschienen, an denen Josette Rey-Debove und Alain Rey mitgearbeitet haben.
Der Le nouveau petit Robert umfasst 60.000 Wörter mit 300.000 Bedeutungen und ihre Etymologie, Datierung und Aussprache.
Neben dem Petit Larousse ist der Petit Robert das meistverbreitete französischsprachige Wörterbuch. Im Stil entspricht es dem Duden-Universalwörterbuch, bietet aber den für die französische Sprache typischen Anschluss an den klassischen Sprachstil (den bon usage), unter anderem durch eine Vielzahl von Zitaten.

## Ausgaben
- Le nouveau petit Robert: dictionnaire alphabétique et analogique de la langue française. Texte remanié et amplifié sous la dir. de Josette Rey-Debove. Dictionnaires Le Robert, Paris 2000, ISBN 2-85036-668-4 (französisch).
- Le Petit Robert. Dictionnaires Le Robert, Paris 2004, ISBN 2-85036-976-4 (französisch).